# Karl Heinz Kuhna
Karl Heinz Albert Kuhna (* 29. August 1937 in Bad Warmbrunn) ist ein deutscher Rechtsanwalt, Diplomat und Botschafter a. D.

## Leben
Karl Heinz Kuhna studierte von 1956 bis 1959 Rechtswissenschaften an der Ludwig-Maximilians-Universität München, Humboldt-Universität zu Berlin und der Westfälischen Wilhelms-Universität Münster. 1965 wurde er in Münster über das französische Wettbewerbsrecht promoviert.
1966 trat Kuhna in den diplomatischen Dienst der Bundesrepublik Deutschland ein. Er war dort in diplomatischen Missionen in London, Kalkutta und Lagos eingesetzt wie auch im Auswärtigen Amt tätig.
Karl Heinz Kuhna war vom Mai 1992 bis Oktober 1995 erster deutscher Botschafter in Taschkent, Usbekistan.
Von 1999 bis 2002 war Karl Heinz Kuhna deutscher Botschafter in Athen, Griechenland. Bei einem Anschlag der linksextremen Terrorgruppe 17. November auf die Residenz des deutschen Botschafters mit einer Panzerfaust am 16. Mai 1999 entstand an dem Gebäude in einem Athener Vorort zwar erheblicher Sachschaden, doch der erst vor zwei Wochen ernannte Botschafter und seine Frau, Marie-Agnes von Groll blieben unverletzt. Während seiner Athener Amtszeit hatte Kuhna mit der Problematik der griechischen NS-Entschädigungsfrage und der Pfändung des Athener Goethe-Instituts sowie der angedrohten Pfändung des Deutschen Archäologischen Instituts und der Deutschen Schule zu tun.
Nach Ausscheiden aus dem diplomatischen Dienst per 1. September 2002 ist Kuhna Sozius der Rechtsanwaltskanzlei von Prof. George I. Kasimatis in Athen/München. Von 2004 bis Ende 2006 war er Geschäftsführer der Egnatia Insurance Co. SA.
Kuhna ist seit 1956 Mitglied der katholischen Studentenverbindung KDStV Aenania München im CV.